# محمد واتارا
محمد واتارا (بالإنجليزية: Mohamed Ouattara)‏ (28 يونيو 1999 بكوت ديفوار - ) هو لاعب كرة قدم إفواري في مركز الدفاع لعب سابقاً في نادي العين السعودي.

## روابط خارجية
- محمد واتارا على موقع قاعدة بيانات كرة القدم.إي يو (الإنجليزية)
- محمد واتارا على موقع Soccerway.com (الإنجليزية)
- محمد واتارا على موقع عالم كرة القدم.نت (الإنجليزية)